# AMule
aMuleは、eDonkeyおよびKadネットワークで動作する自由でオープンソースなピアツーピアファイル共有ユーティリティである。eMuleと同様の機能に加えて、GeoIP（国旗）などの機能も追加されている。2003年8月18日にxMuleのソースコードからフォークされた。xMule自体は、eMuleクライアントをLinuxに導入する最初の試みであったlMuleプロジェクトから分岐したものである。これらのプロジェクトは中止され、その結果生まれたのがaMuleであるが、aMuleは元のクライアントとの類似性が次第に薄れている。
aMuleはeMuleプロジェクトとコードを共有している。eMuleのクレジットと部分ダウンロードはaMuleで使用でき、その逆も同様に使用可能であるため、プログラムの置き換えが容易である。
aMuleは複数のプラットフォームへの移植を目指しており、wxWidgetsライブラリの助けを借りてこれを実現している。現在サポートされているシステムには、Linux、macOS、BSD派生システム、Windows、Irix、Solarisが含まれる。プロジェクトでは、安定リリースのほかに、不安定リリースとしてSVNバージョンも提供している。

## TCPポートとUDPポート
aMuleの公式FAQによると、これらはデフォルトのポートである。サーバーポート4661 TCPと4665 UDPは、eDonkeyネットワークでのみ使用される。したがって、Kadネットワークでは4662 TCPと4672 UDPのみが使用される。トラフィックの方向はクライアントから見ると次のようになる。
- 4661 TCP（送信）：eDonkeyサーバーが接続を待機するポート（ポート番号は使用するeDonkeyサーバーによって異なる）。
- 4662 TCP（送信および受信）：クライアント間の転送に使用される。
- 4665 UDP（送信および受信）：グローバルeDonkeyサーバー検索およびグローバルソースクエリに使用される。これは常にクライアントTCPポート+3である。
- 4672 UDP（送信および受信）：拡張aMuleプロトコル、キュー評価、ファイル再問い合わせPingに使用される。
- 4711 TCP：Webサーバーの待機ポート。aMuleがWeb経由でアクセスされる場合に使用される。
- 4712 TCP：内部接続ポート。aMule WebServerやaMuleCMDなどの他のアプリケーションとaMuleを通信するために使用される。

これらのポートのほとんどはカスタマイズ可能である。

## モノリシックおよびモジュール式ビルド
aMuleは、-disable-monolithicパラメータを使用してコンパイルできる。これにより、aMuleをモジュール方式で実行することが可能となる。つまり、プログラムのコア機能はaMuleデーモンであるamuledを使用して起動でき、ソフトウェアの動作は3つの異なるインターフェイスを通じて制御できる。
aMuleCMD
コマンドラインのaMuleクライアント。
aMuleGUI
ソフトウェアの「通常の」GUI。実験的であり、モノリシックバージョンと比較して多くの機能が欠落しており、不安定である。このツールにはLinux版とWindows版があり、ユーザーはWindowsで実行しているaMuleGUIからLinux上で稼働するaMuleインスタンスに接続できる。
aMuleWEB
aMuleコアに組み込まれているWebサーバーによって提供されるWebインターフェイス。LANまたはインターネット経由でアクセス可能であり、インターネットからアクセスする場合は、ポートフォワーディングを使用してルーターが適切に構成されている必要がある。